# David Garcion
David Garcion est un joueur de football français originaire de Savenay, évoluant au poste de milieu, né le 27 septembre 1973 à Saint-Nazaire. Il mesure 1,75 m pour 68 kg.

## Biographie
Promis à un brillant avenir, il connaît un contrôle antidopage positif aux anabolisants (nandrolone) le 20 décembre 1996 à l'occasion du match Nice-Lille, épisode qui rend sa carrière difficile. Suspendu en première instance pour 18 mois (dont 9 ferme), la commission d'appel, saisie par le joueur, réduit la sanction à 6 mois ferme et 12 mois avec sursis en mai 1997.
En juillet 1997 il effectue un essai, non concluant, avec le Stade lavallois.
En mars 2002, il obtient le BEES 1er degré.

## Carrière
| Saison      | Club        | Pays   | Championnat | Championnat | Championnat | Championnat  | Championnat  | Europe | Europe | Europe |
| Saison      | Club        | Pays   | Division    | Matchs      | Buts        | Cartons      | Cartons      | Coupe  | Matchs | Buts   |
| ----------- | ----------- | ------ | ----------- | ----------- | ----------- | ------------ | ------------ | ------ | ------ | ------ |
| Saison      | Club        | Pays   | Division    | Matchs      | Buts        | Carton jaune | Carton rouge | Coupe  | Matchs | Buts   |
| 1994 - 1995 | FC Nantes   | France | Ligue 1     | 3           | 0           | ?            | ?            | C3     | 1      | 0      |
| 1995 - 1996 | FC Nantes   | France | Ligue 1     | 13          | 0           | ?            | ?            | C1     | 1      | 0      |
| 1996 - 1997 | Lille OSC   | France | Ligue 1     | 31          | 3           | ?            | ?            | /      | -      | -      |
| 1997 - 1998 | EA Guingamp | France | Ligue 1     | 6           | 0           | ?            | ?            | /      | -      | -      |
| 1998 - 1999 | EA Guingamp | France | Ligue 2     | 6           | 0           | ?            | ?            | /      | -      | -      |
| 1999 - 2000 | EA Guingamp | France | Ligue 2     | 1           | 0           | ?            | ?            | /      | -      | -      |
| 2000 - 2001 | SM Caen     | France | Ligue 2     | 18          | 2           | ?            | ?            | /      | -      | -      |
| 2001 - 2002 | SM Caen     | France | Ligue 2     | 28          | 1           | ?            | ?            | /      | -      | -      |
| 2002 - 2003 | SM Caen     | France | Ligue 2     | 8           | 0           | ?            | ?            | /      | -      | -      |

## Palmarès
- Champion de France de D1 en 1995 avec Nantes
- Équipe de Bretagne : 1 sélection (Bretagne-Cameroun, 21 mai 1998 à Rennes)

## Statistiques
- Premier match en Division 1 : Auxerre 1-2 Nantes, le 1er août 1994
- 52 matchs et 3 buts en Division 1
- 63 matchs et 3 buts en Division 2
- 1 match en Ligue des Champions
- 1 match en Coupe de l'UEFA